# Enzo D'Angelo
Vincenzo D'Angelo, detto Enzo (Bacoli, 22 gennaio 1951 – Parigi, 6 febbraio 2008), è stato un pallanuotista italiano, vincitore di una medaglia d'argento alle olimpiadi di Montréal 1976 e di una di bronzo ai mondiali di Cali 1975.

## Biografia
Ha legato il suo nome alla Rari Nantes Napoli e, successivamente, alla Canottieri Napoli, con cui conquista 4 scudetti ed una Coppa dei Campioni. Da allenatore nel 1991 vince lo scudetto con la Canottieri Napoli, che l'anno successivo condurrà al secondo posto in Coppa dei Campioni. Nel 1997 vince con la Nazionale l'oro alle Universiadi di Palermo. Negli anni seguenti avrà altre esperienze sulle panchine di Pro Recco (con cui nel 2003 conquisterà la Supercoppa LEN), Catania, Fiorentina, Vomero e Sporting Flegreo.
È scomparso nel 2008 a causa di una grave malattia.